# Alice Gets Stung
Alice Gets Stung è un film del 1925 diretto da Walt Disney. È un cortometraggio animato della serie Alice Comedies, prodotto dal Disney Bros. Studio e distribuito il 1º febbraio 1925 dalla Winkler Pictures. È l'ultimo corto della serie in cui Alice è interpretata da Virginia Davis.

## Trama
Julius il gatto e Alice danno la caccia a uno scaltro coniglio, cercando di stanarlo con un idrante, ma i loro tentativi si rivelano vani. I due si imbattono poi in un gruppo di animali musicisti e danzatori, e Alice si mette a sparare a un orso. Illeso ma infastidito, l'orso li insegue e li costringe a scappare in un barile. Dopo averci messo dentro un alveare, l'orso spinge il barile giù da un pendio, facendolo cadere in un laghetto. Uscendo dal barile, Alice e Julius si accorgono quindi di dover fuggire dalle api infuriate.

## Edizioni home video
Il corto è incluso nel disco 2 della raccolta DVD Le avventure di Oswald il coniglio fortunato, facente parte della collana Walt Disney Treasures. Il film è presentato nella riedizione sonora della Raytone Pictures e virato in seppia.